# Уоркмэн, Джимми
Джимми Уоркмэн (англ. Jimmy Workman; род. 4 октября 1980, Фэрфакс) — американский актёр.

## Биография
Джеймс Мартин Уоркмэн родился 4 октября 1980 года в Фэрфаксе, штат Виргиния, США в семье директора фирмы-общения Гленна Уоркмана и домохозяйки Кристал Уоркман. У Джеймса есть две сестры, старшая Шаннель Уоркмэн (род. 1978) и младшая Ариэль Уинтер (род. 1998). В 1998 году Джимми окончил среднюю школу. Получил известность благодаря чёрным комедиям «Семейка Адамс» и «Семейные ценности Аддамсов», в которых сыграл роль Пагсли Аддамса. После 1993 года несколько раз уходил из кинематографа, но через некоторое время возвращался. В 1997 году снялся в небольшой роли в фильме «Лучше не бывает» с Джеком Николсоном. В 2002 году впервые снялся в кино вместе со старшей сестрой — в фильме «Большой фанат».

## Номинации и награды
- 1993 — лауреат премии «Молодой актёр» в категории «Лучший молодой актёр» за фильм «Семейка Аддамс»[5].
- 1993 — номинант премии «Молодой актёр» в категории «Лучший молодой актёр мини-сериала» за фильм «Рождество в Коннектикуте».

## Фильмография
| Год       |    | Русское название                   | Оригинальное название         | Роль               |
| --------- | -- | ---------------------------------- | ----------------------------- | ------------------ |
| 1991      | ф  | Семейка Адамс                      | The Addams Family             | Пагсли Аддамс      |
| 1991—1993 | с  | Субботним вечером в прямом эфире   | Saturday Night Live           | Макс/Пагсли        |
| 1992      | с  |                                    | Jake and the Fatman           | маленький Бад Дилп |
| 1992      | тф | Рождество в Коннектикуте           | Christmas in Connecticut      | Кевин/Энтони       |
| 1992      | с  | Мэтлок                             | Matlock                       | Балли              |
| 1993      | с  | Поздней ночью с Конаном О'Брайеном | Late Night with Conan O'Brien | мальчик            |
| 1993      | ф  | Семейные ценности Аддамсов         | Addams Family Values          | Пагсли Аддамс      |
| 1996      | ф  | Паршивая овца                      | Black Sheep                   | парень             |
| 1996      | с  | Жизнь с Луи                        | Life with Louie               | озвучка            |
| 1997      | ф  | Лучше не бывает                    | As Good as It Gets            | Шон из пекарни     |
| 2002      | ф  | Большой фанат                      | The Biggest Fan               | Мэтт Паркер        |
| 2006      | в  | Чтобы убить                        | To Kill a Mockumentary        | Джимми             |
| 2011      | ф  | Контроль популяции                 | Population Control            | Стюарт Глайб       |